# Carex ketonensis
Carex ketonensis là một loài thực vật có hoa trong họ Cói. Loài này được Akiyama mô tả khoa học đầu tiên năm 1935.